# Karmacode
Karmacode je čtvrté album od italské gothicmetalové kapely Lacuna Coil.

## Seznam skladeb
1. Fragile - 4:26
2. To The Edge - 3:21
3. Our Truth - 4:03
4. Within Me - 3:38
5. Devoted - 3:52
6. You Create - 1:32
7. What I See - 3:41
8. Fragments Of Faith - 4:10
9. Closer - 3:01
10. In Visible Light - 3:59
11. The Game - 3:32
12. Without Fear - 3:59
13. Enjoy The Silence - 4:05